# Anse Patate
Ne doit pas être confondu avec Anse Patate (Le Gosier).
Pour les articles homonymes, voir Patate.
Anse Patate est une baie de Guadeloupe proche du Moule.

## Description
C'est à anse Patate qu'aboutit la ravine de l'Anse Patate. Le lieu est célèbre pour l'abri sous roche dit Abri Patate. 
La patate de mer, une plante aux fleurs violettes lui donne son nom.